# Taddeo Gaddi

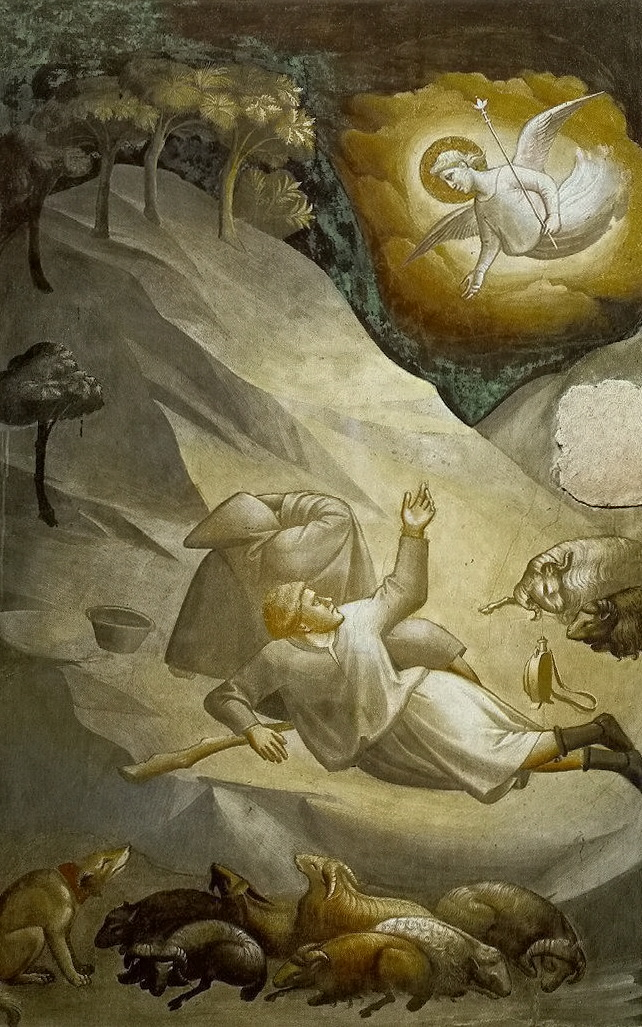
Taddeo Gaddi – ”Ängeln uppenbarar sig för herdarna” (1328-1330). Cappella Baroncelli, Santa Croce, Florens

Taddeo di Gaddo Gaddi, född omkring 1290 i Florens, Italien, död 1366 i Florens, var en italiensk målare. Han var son till konstnären Gaddo di Zanobi Gaddi och far till Agnolo di Taddeo Gaddi.
Gaddi var troligen Giotto di Bondones lärjunge, han var åtminstone i sin konst starkt influerad av denne. Med den traditionella stilen förenade han enstaka realistiska drag, såsom djupverkan och en mera målerisk uppfattning. Som hans främsta verk betraktas freskerna i Santa Croces Baroncellikapell, Florens, tillkomna omkring 1340. Freskerna avbildar scener ur Marias liv. Angående nattvardsfresken i refektoriet där råder delade meningar om huruvida han är dess upphovsman. Bland hans övriga verk märks fresker i San Miniato, Florens, och i San Francesco, Pisa. En serie framställningar ur Sankt Franciscus liv från Santa Croce, återfinns nu i Florens akademi och i Berlin.
Enligt obekräftade uppgifter designade han bron Ponte Vecchio i Florens.